# Mistica d'amore
Mistica d'amore è una raccolta poetica della scrittrice e poetessa italiana Alda Merini edita da Frassinelli nel 2008 a cura di Arnoldo Mosca Mondadori.
La raccolta comprende le cinque opere che la Merini compose tra il 2000 e il 2007 e in precedenza pubblicate dallo stesso editore: "Corpo d'amore. Un incontro con Gesù" del 2001, "Magnificat. Un incontro con Maria" del 2002, "Poema della croce" del 2004, "Cantico dei vangeli" del 2006 e "Francesco. Cantico di una creatura" del 2007.